# Brønnøy

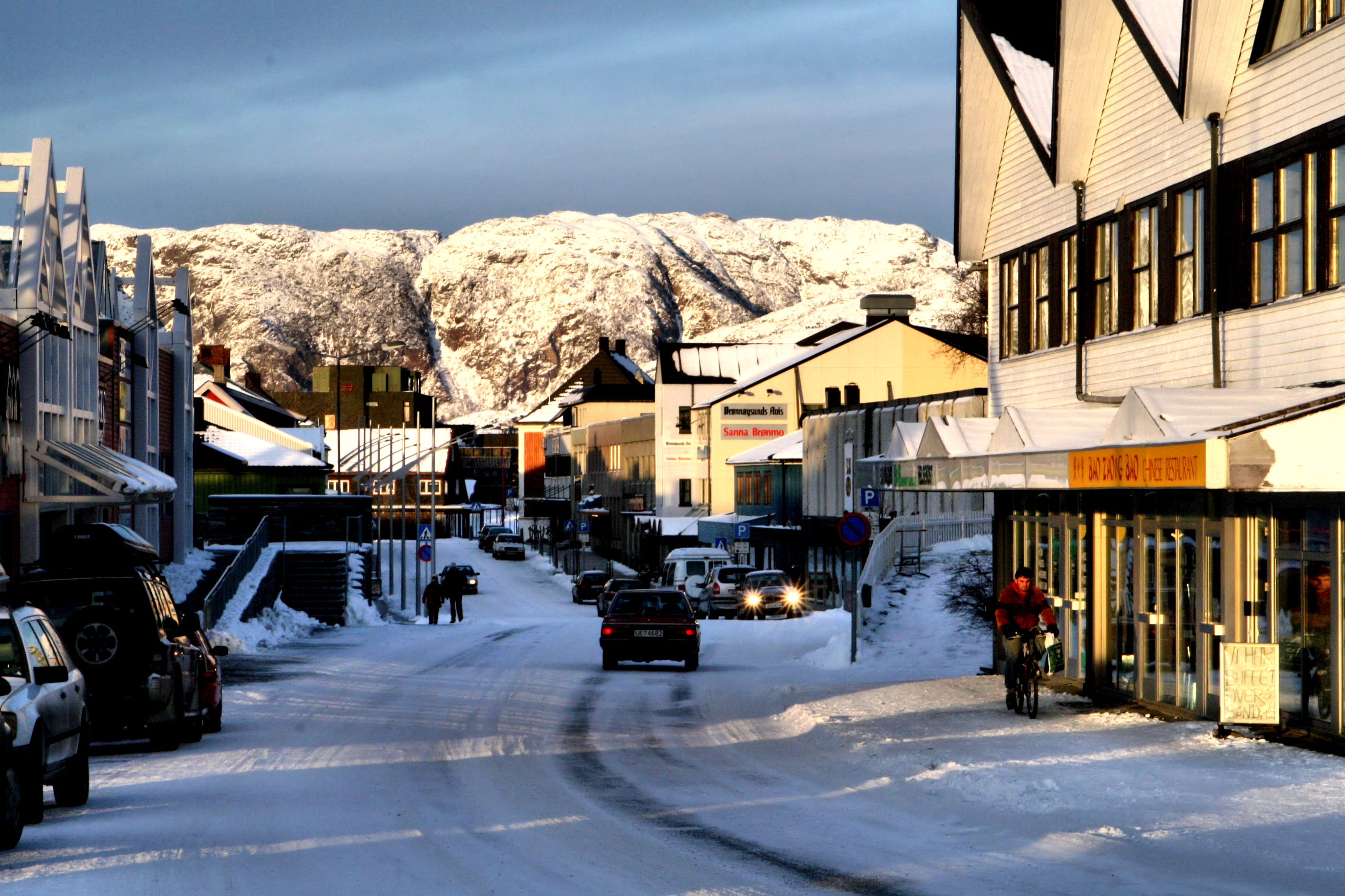
Rijksweg 17 in het centrum van Brønnøysund

Brønnøy is een gemeente in de Noorse provincie Nordland. De gemeente telde 7956 inwoners in januari 2017.
Het bestuurlijke centrum van de gemeente is Brønnøysund met zijn 4000 inwoners, gelegen aan rijksweg 17 die in Steinkjer van de E6 aftakt en naar Bodø loopt. Deze kustweg komt langs Sandnessjøen, Nesna en Ørnes die, zoals Brønnøysund, aanlegplaatsen van Hurtigruten zijn.
De plaats Hommelstø maakt deel uit van de gemeente.
De fjorden en vruchtbare velden die de gemeente kenmerken, worden in het westen door een groot aantal eilanden en eilandjes tegen het geweld van de zee beschermd; in het oosten zorgen de bergen van Sør-Helgeland met de 1214 m hoge Breivasstinden voor beschutting.
Brønnøysund ontstond omstreeks 1900. De naam van de gemeente verwijst naar de talrijke bronnen die destijds voor de zeevaarders belangrijk waren op hun reis naar Trondheim en Bergen. Op 20 maart 1988 ontving Brønnøy haar gemeentewapen. Het is een koersaanwijzer die in de havens gebruikt wordt om de schepen de weg te wijzen. Het alludeert op het belang van de haven voor de gemeente.

## Bezienswaardigheden
Torghatten, een berg ten zuiden van Brønnøysund, bekend om zijn karakteristieke vorm. In het midden is een 35 m hoge en 160 m lange opening. Volgens de Sage van de Helgelandbergen is de Hestmannen of Paardenman hiervoor verantwoordelijk als hij de mooie Lekemøya met een pijl probeerde te treffen. De werkelijkheid is prozaïscher. De opening werd tijdens de IJstijd gevormd wanneer het zeepeil beduidend hoger was en ijs en zeewater de zachtere rotsgedeelten erodeerden.
Kystfort Skarkåsen, een Duitse versterking uit de Tweede Wereldoorlog.
Tilrem, gedurende 1000 jaar een lokaal cultureel en politiek centrum met overblijfselen uit de periode voor de kerstening van Noorwegen en uit het Viking tijdperk.
Nøstvik. De kerk dateert uit 1674 en is een van de oudste houten kerken van Noorwegen.

## Verkeer
Via rijksweg 76 heeft de gemeente een goede verbinding met de E6.
De gemeente beschikt over een luchthaven (Brønnøysund lufthamn). Widerøe verzorgt van hieruit verbindingen met Trondheim en Bodø.
De Hurtigruten stopt hier dagelijks op weg naar Bergen of Kirkenes.
Ook zijn er busverbindingen met Sandnessjøen, Mosjøen, Grong en Namsos.
Alstahaug · Andøy · Beiarn · Bindal · Bø · Bodø · Brønnøy · Dønna · Evenes · Fauske · Flakstad · Gildeskål · Grane · Hadsel · Hamarøy · Hattfjelldal · Hemnes · Herøy · Leirfjord · Lødingen · Lurøy · Meløy · Moskenes · Narvik · Nesna · Øksnes · Rana · Rødøy · Røst · Saltdal · Sømna · Sørfold · Sortland · Steigen · Træna · Værøy · Vågan · Vefsn · Vega · Vestvågøy · Vevelstad

Fylker van Noorwegen